# Radisson Blu Hotel Hambourg
La Radisson Blu Hotel Hambourg est un gratte-ciel de 108 mètres de hauteur construit à Hambourg en Allemagne de 1969 à 1973. Il abrite sur 32 étages un hôtel de la chaîne Radisson Blu et est situé près du centre des congrès de Hambourg.
Les architectes sont Ellen L. Mc Cluskey Associates, Gerd Pempelfort, Jost Schramm, Stephan Hupert.
C'est le plus haut immeuble de la ville de Hambourg après le bâtiment de la Philharmonie de l'Elbe qui sera inauguré en 2017.
Les façades de l'immeuble ont été entièrement rénovées en 2008 et 2009.
L'hôtel est desservi par 8 ascenseurs et comprend 9 salles de conférences pour une surface totale de 1 620 m².